# Kozochta
Kozochta (ros. Козохта) – wieś w Rosji, w rejonie czerepowieckim obwodu wołogodzkiego. W 2021 r. liczyła 11 mieszkańców.